# Zerynthia polyxena
Southern Festoon (Zerynthia polyxena) là một loài bướm ngày kẻ sọc thuộc họ Papilionidae. Sải cánh dài 60–80 mm. Con trưởng thành bay từ tháng 4 đến tháng 6 trong một đợt.

## Phân bố
Chúng phân bố ở đông nam Pháp, Ý và về phía đông đến Slovakia và Hy Lạp, có mặt khắp vùng Balkans.

## Hình ảnh

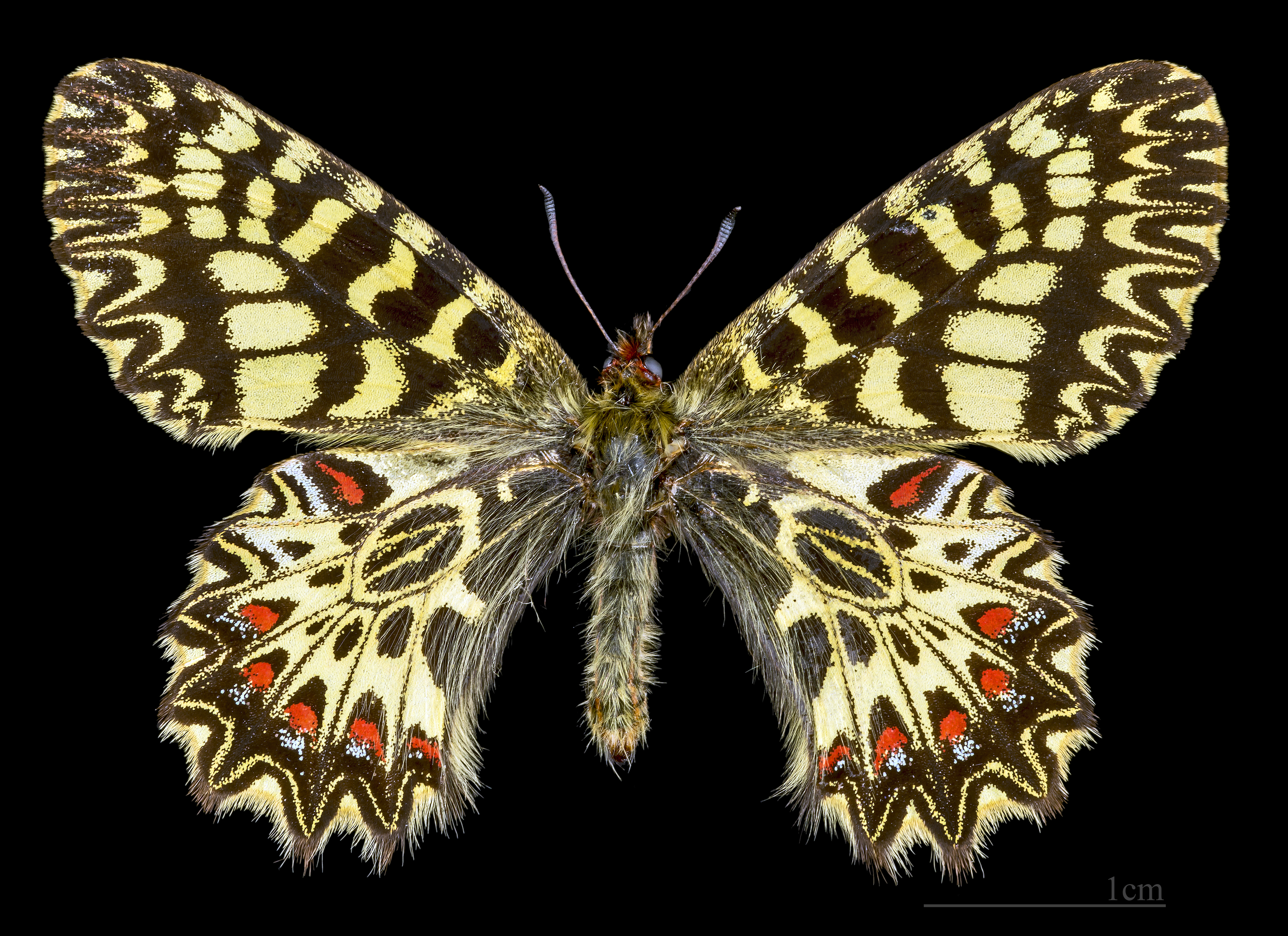
♂
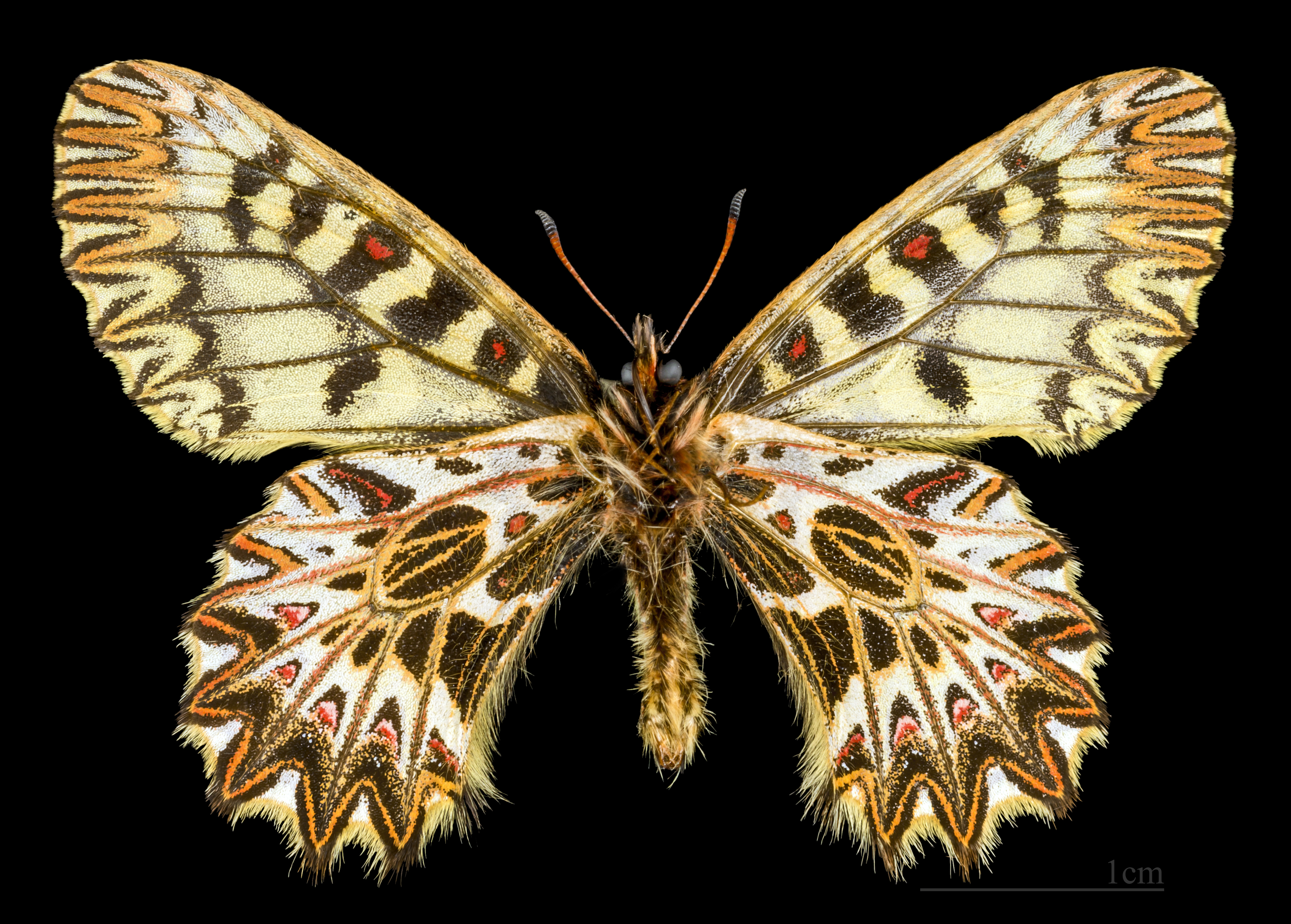
♂ △
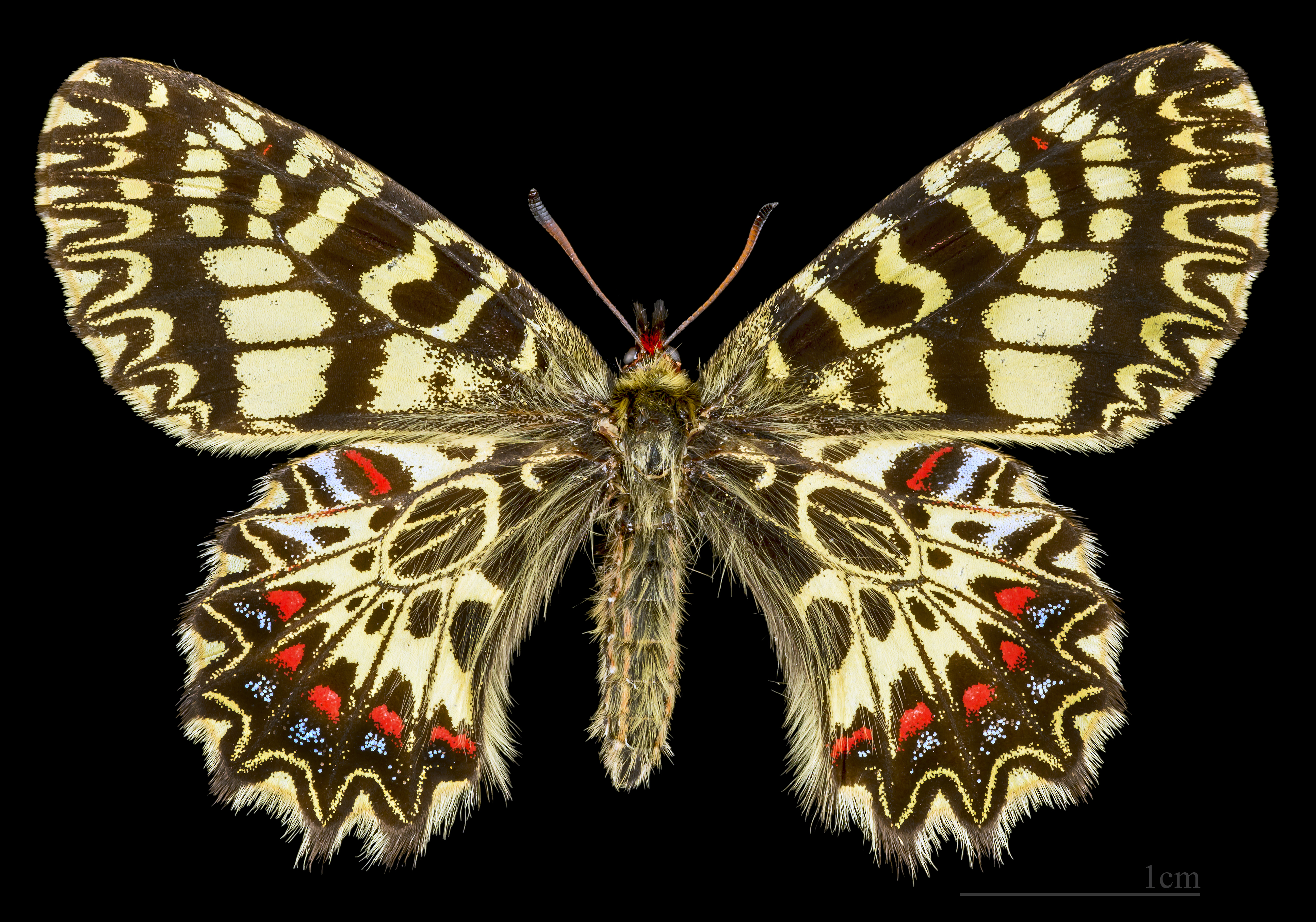
♀
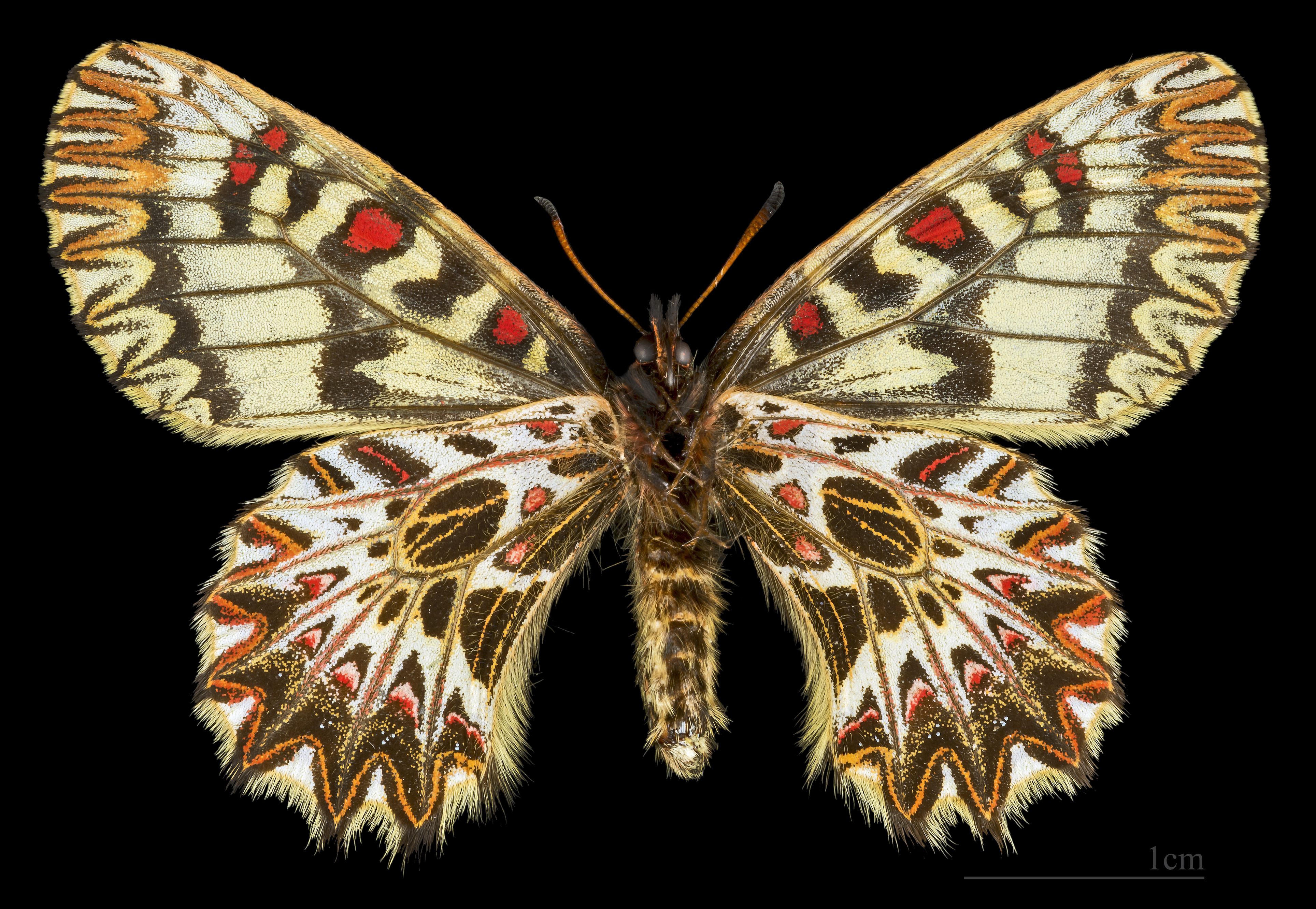
♀ △

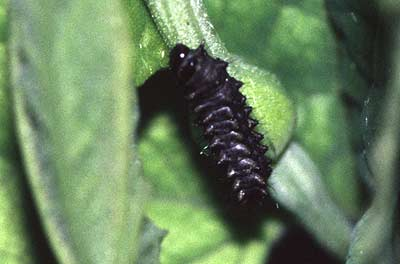
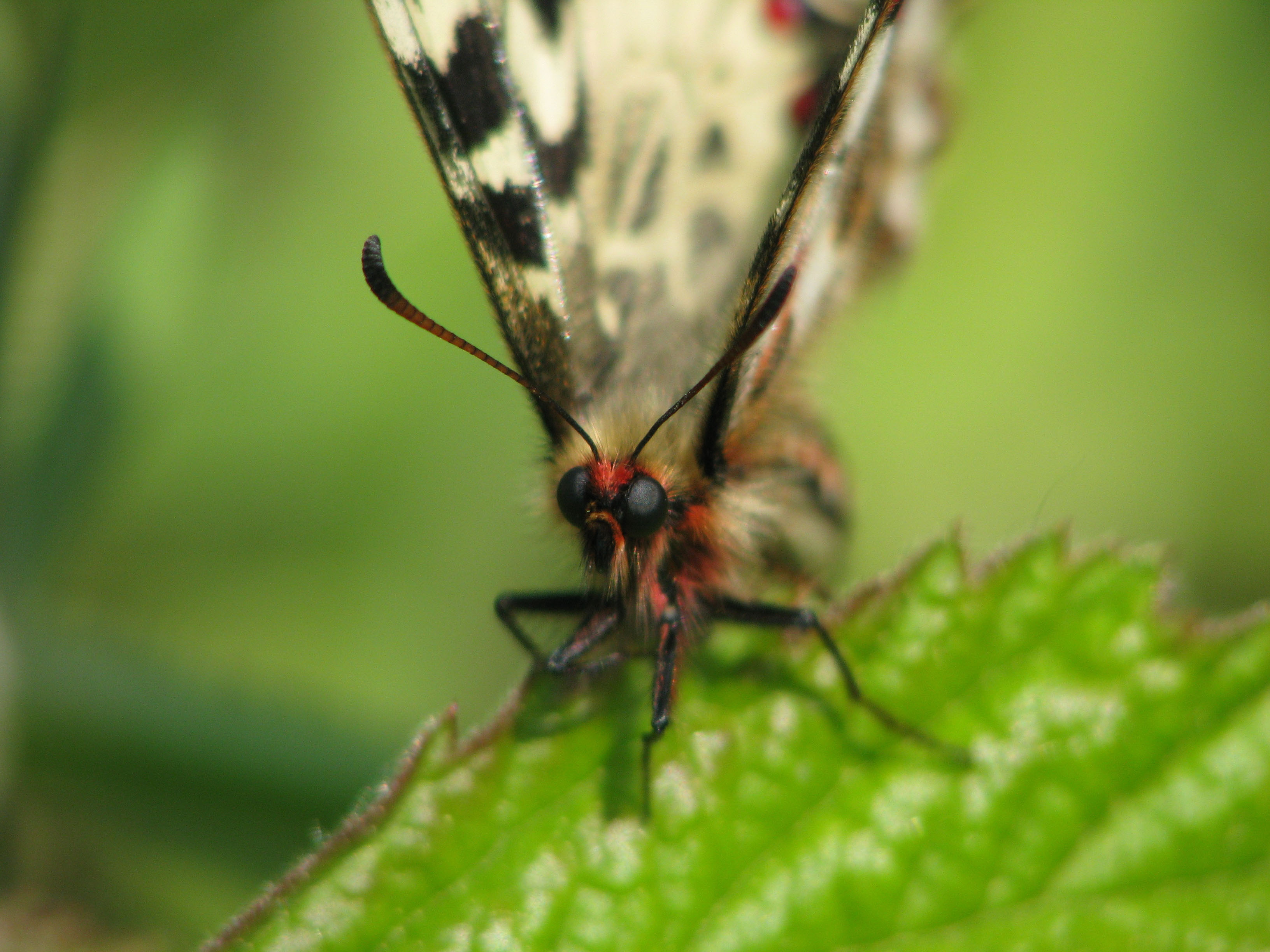
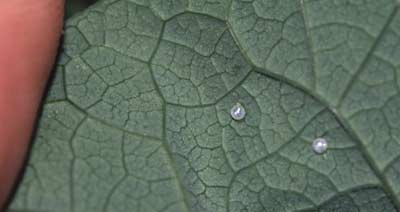
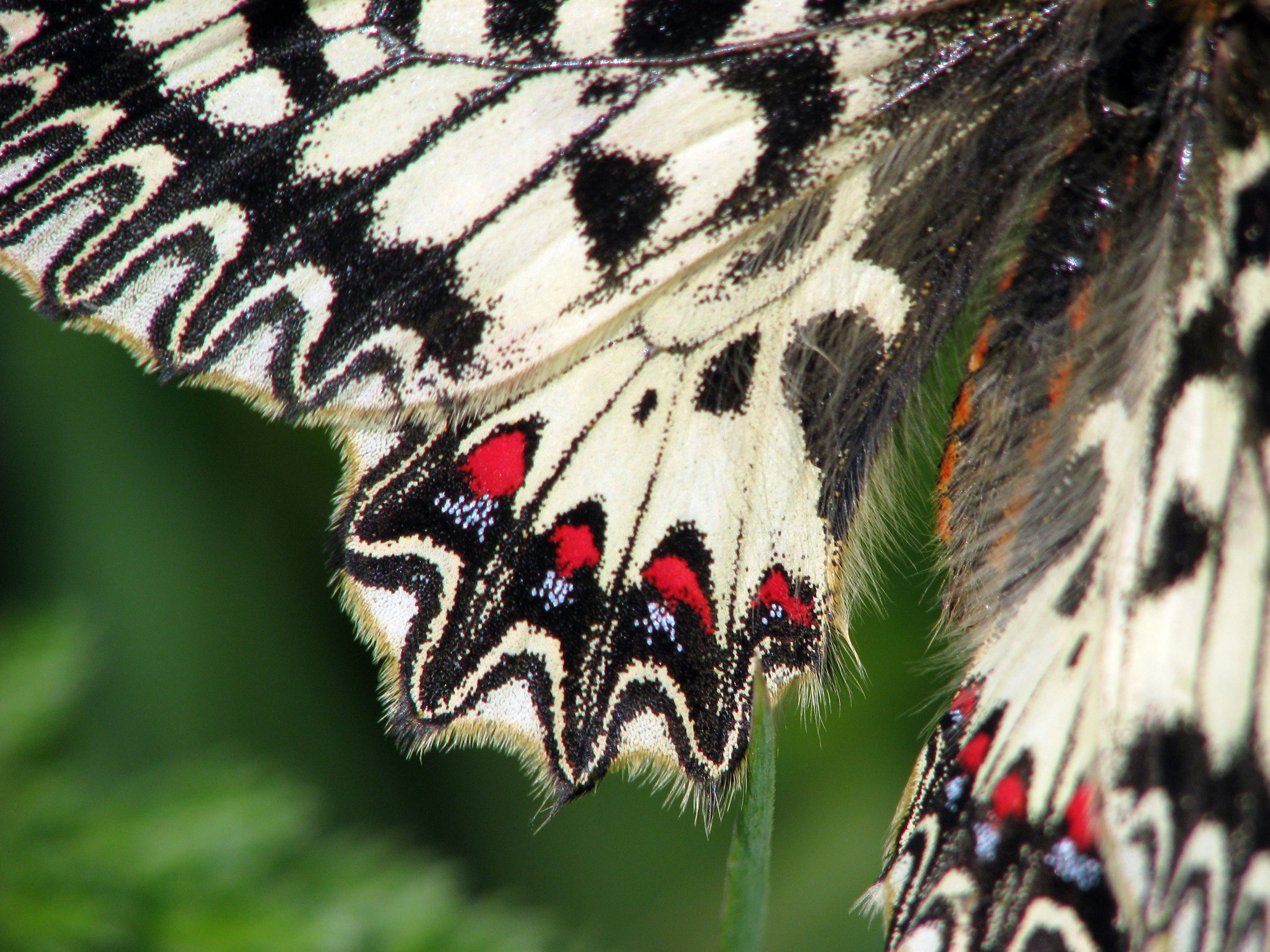
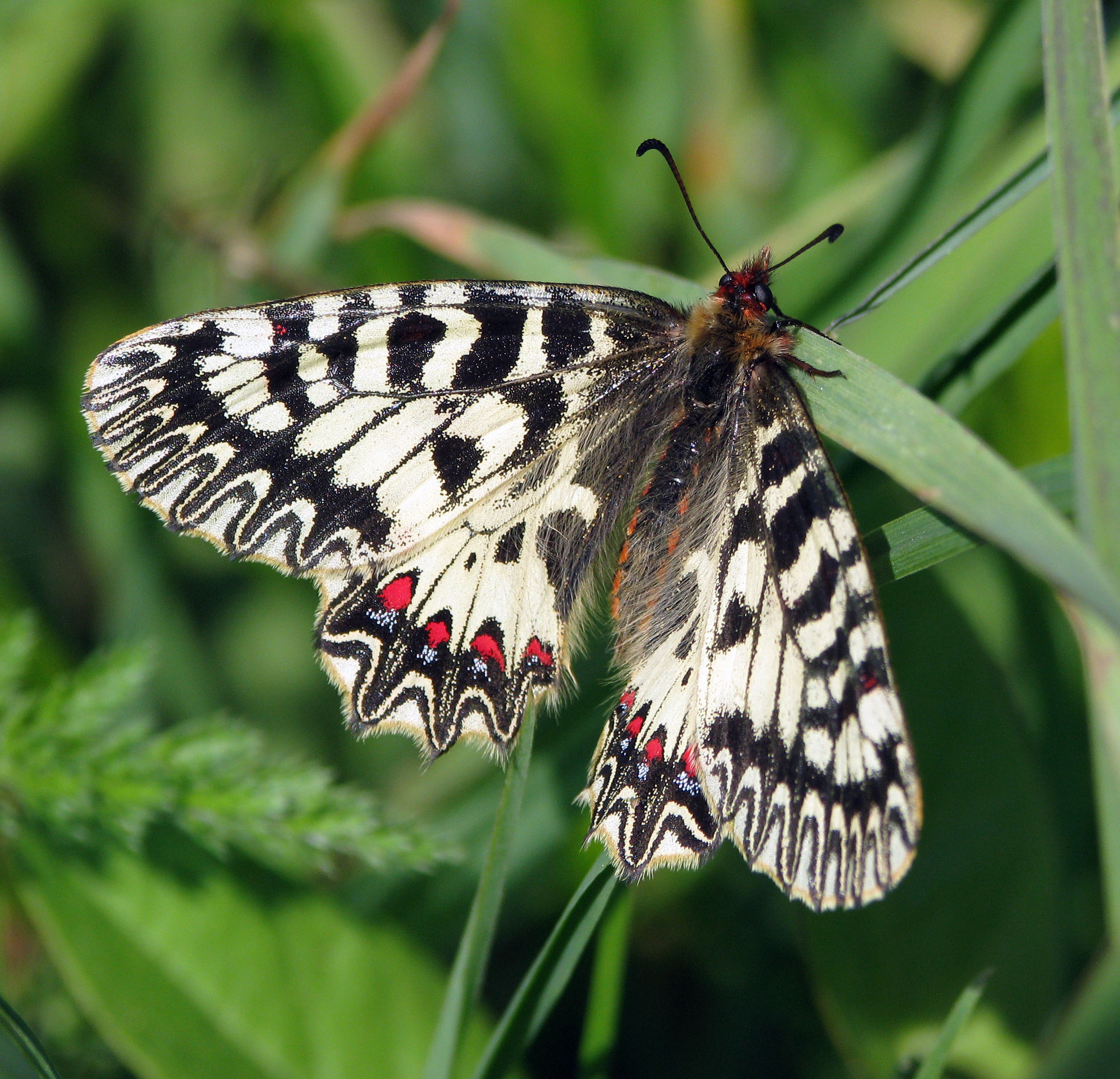
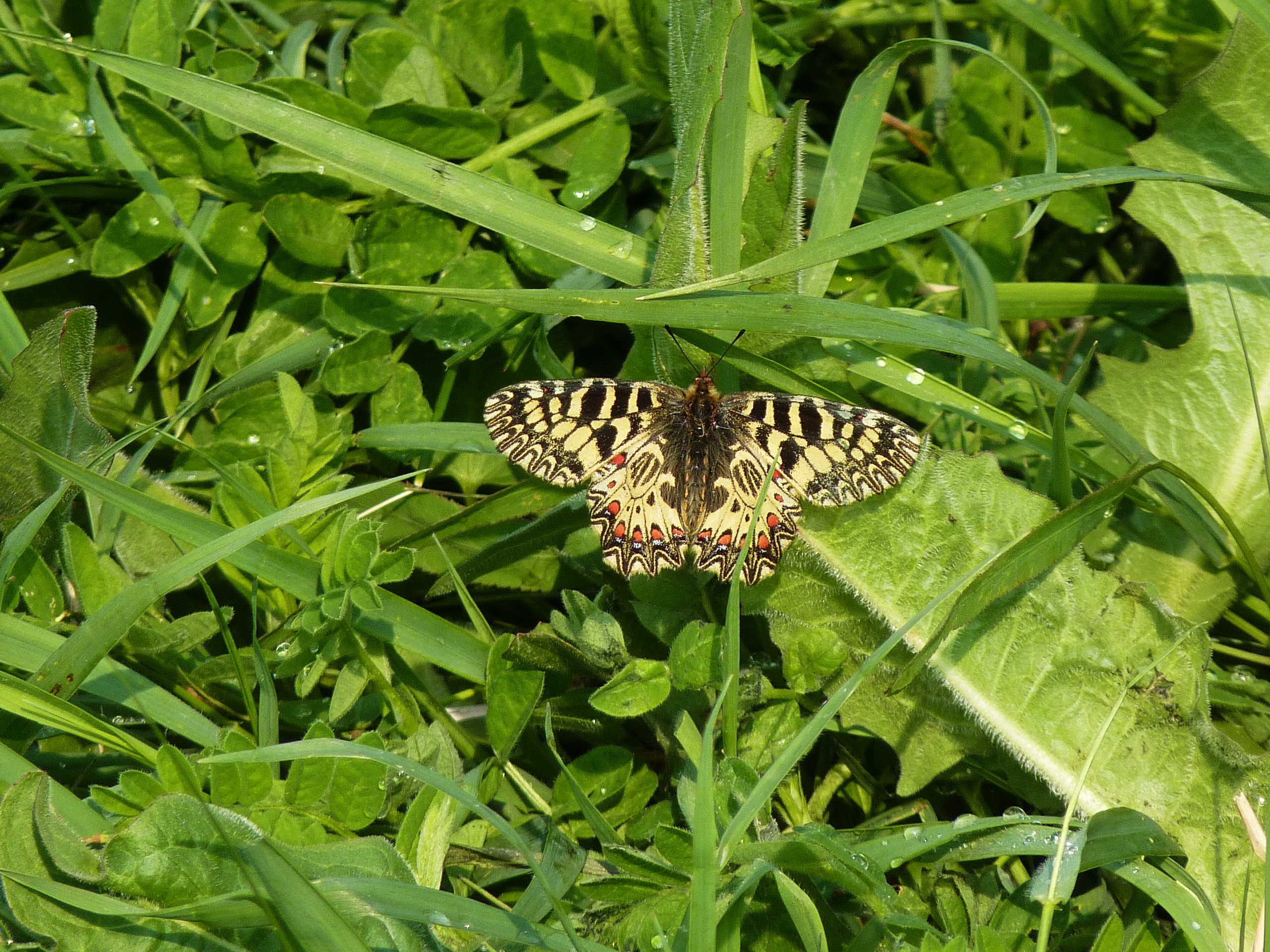